# هریزاو
شهرهریزاو (به آلمانی: Herisau) در ایالت آپنزل آوسررودندر کشور سوئیس واقع شده‌است که ۱۵٬۵۰۰ نفر جمعیت دارد.